# +1 (muziekgroep)
+1 was een Zweedse popgroep uit Stockholm. Ze brak door in 1985 met het nummer Nevermore, geproduceerd door Harpo. Het nummer was het eerste Zweedse nummer op de Zweedse Trackslistan. De groep maakte vervolgens nog twee singles die in de Trackslistan terechtkwamen: (I Don't Want to Be Left Alone) Tonight en Young Europeans.
De groep ging eind 1986 uit elkaar. Thoth en Magnus Wahl waren daarna te vinden in de groep Walk on Water aan het begin van de jaren 90. De muziekstijl van de groep werd door sommigen aangeduid als Synthpop.

## Albums
- 9 oktober 1985: Young Europeans

## Singles[2]
- 1985: Nevermore / Du säger att jag alltid...
- 1985: (I Don't Want to Be Left Alone) Tonight
- 1986: Young Europeans / Spridd för vinden